# Lappeenranta

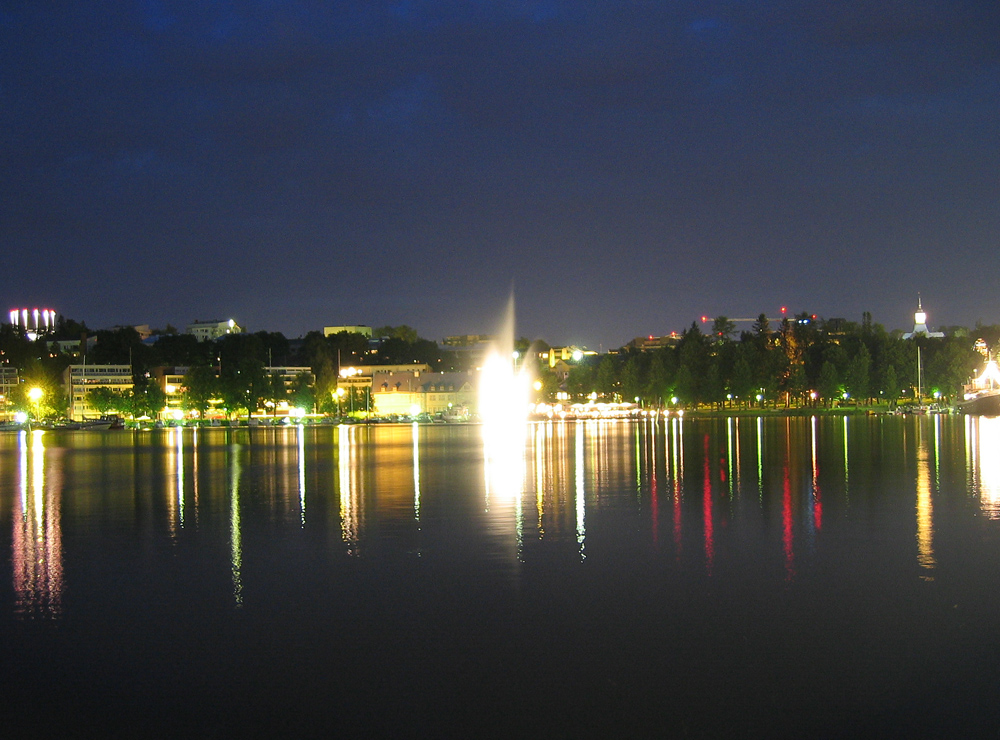
Přístav v Lappeenrantě v noci

Lappeenranta (švédsky Villmanstrand) je obec a město, ležící na břehu jezera Saimaa v jihovýchodním Finsku, v provinci Jižní Karélie asi 30 km od hranice s Ruskou federací. Ve městě žije 71 811 obyvatel, což ho řadí na 13. místo mezi finskými městy. Je zde mezinárodní letiště.

## Historie
Na město byla Lappeenranta povýšena roku 1649 královnou Kristýnou, čímž se uzákonil obchod na tehdy oblíbeném trhu Lapvesi.
Město je podobně jako mnohá jiná finská města univerzitní, Lappeenrantská technická univerzita patří mezi největší místní zaměstnavatele.
Blízkost ruské hranice je znatelná hlavně tím, že v době do ruské invaze na Ukrajinu do města přijíždělo stále více ruských turistů. Ruský Petrohrad (211 km) je městu blíže než finské hlavní město Helsinky (221 km).

## Turismus
Díky své poloze na břehu jezera Saimaa je v létě Lappeenranta oblíbeným cílem turistů. Protože město leží poměrně hluboko ve vnitrozemí, zimy tu jsou chladnější a léta teplejší než na finském pobřeží.

### Pamětihodnosti
- stará pevnost s několika muzei, kavárnami a nejstarším pravoslavným kostelem ve Finsku
- přístav, ze kterého je možno vyjet na projížďku po jezeru a průplavem Saimaa.
- vodárenská věž s vyhlídkou na město
- tržiště

V městě se každoročně koná dvoudenní kulturní festival a Lappeenrantská národní pěvecká soutěž.